# Ga Goksan
Ga Goksan (Tiếng Hàn: 곡산역, Hanja: 谷山驛) là ga đường sắt trên Tuyến Gyeongui–Jungang và Tuyến Seohae nằm ở Baekseok-dong, Ilsandong-gu, Goyang-si, Gyeonggi-do.

## Bố trí ga

### Tuyến Gyeongui–Jungang, Tuyến Seohae
| ↑ Baengma |
| \| １     |
| Daegok ↓  |

| １ | ● Tuyến Gyeongui–Jungang | → Hướng đi Daegok · Haengsin · Seoul · Yongmun →           |
| １ | ● Tuyến Seohae           | → Hướng đi Daegok · Sân bay Quốc tế Gimpo · Sosa · Wonsi → |
| ２ | ● Tuyến Gyeongui–Jungang | ← Hướng đi Baengma · Ilsan · Geumchon · Munsan             |
| ２ | ● Tuyến Seohae           | ← Hướng đi Baengma · Pungsan · Ilsan                       |